# Vierzy
Ne doit pas être confondu avec Vierny, Viserny, Verny (homonymie), Vierne ou Viernau.
Vierzy est une commune française située dans le département de l'Aisne, en région Hauts-de-France.

### Localisation

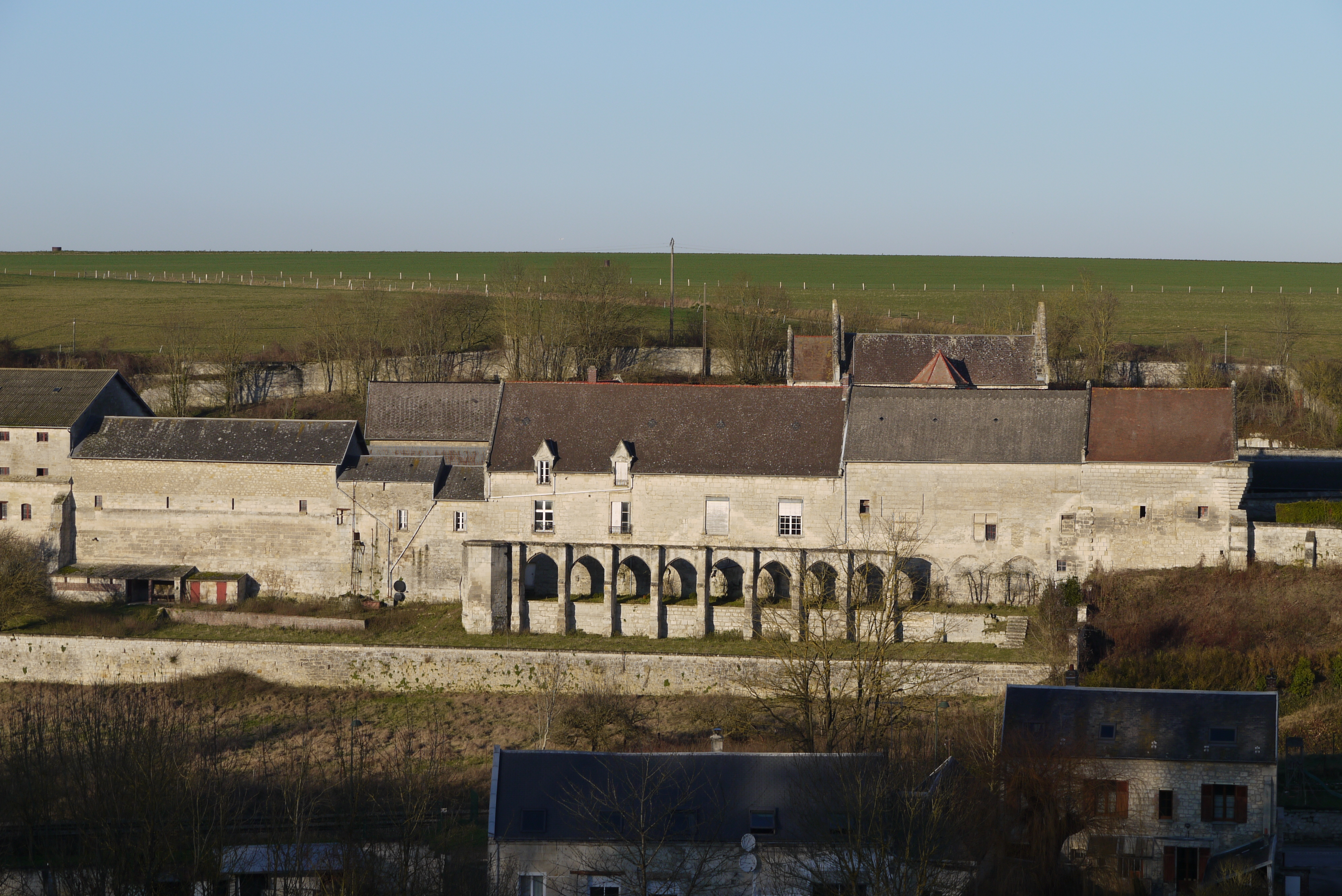
Vierzy, autour du château.

## Géographie

### Hydrographie
La commune est située dans le bassin Seine-Normandie. Elle est drainée par la Savières, le fossé 01 de la Vallée de Clancy,,.
La Savières, d'une longueur de 18 km, prend sa source dans la commune de Parcy-et-Tigny et se jette  dans l'Ourcq à Troësnes, après avoir traversé 13 communes.

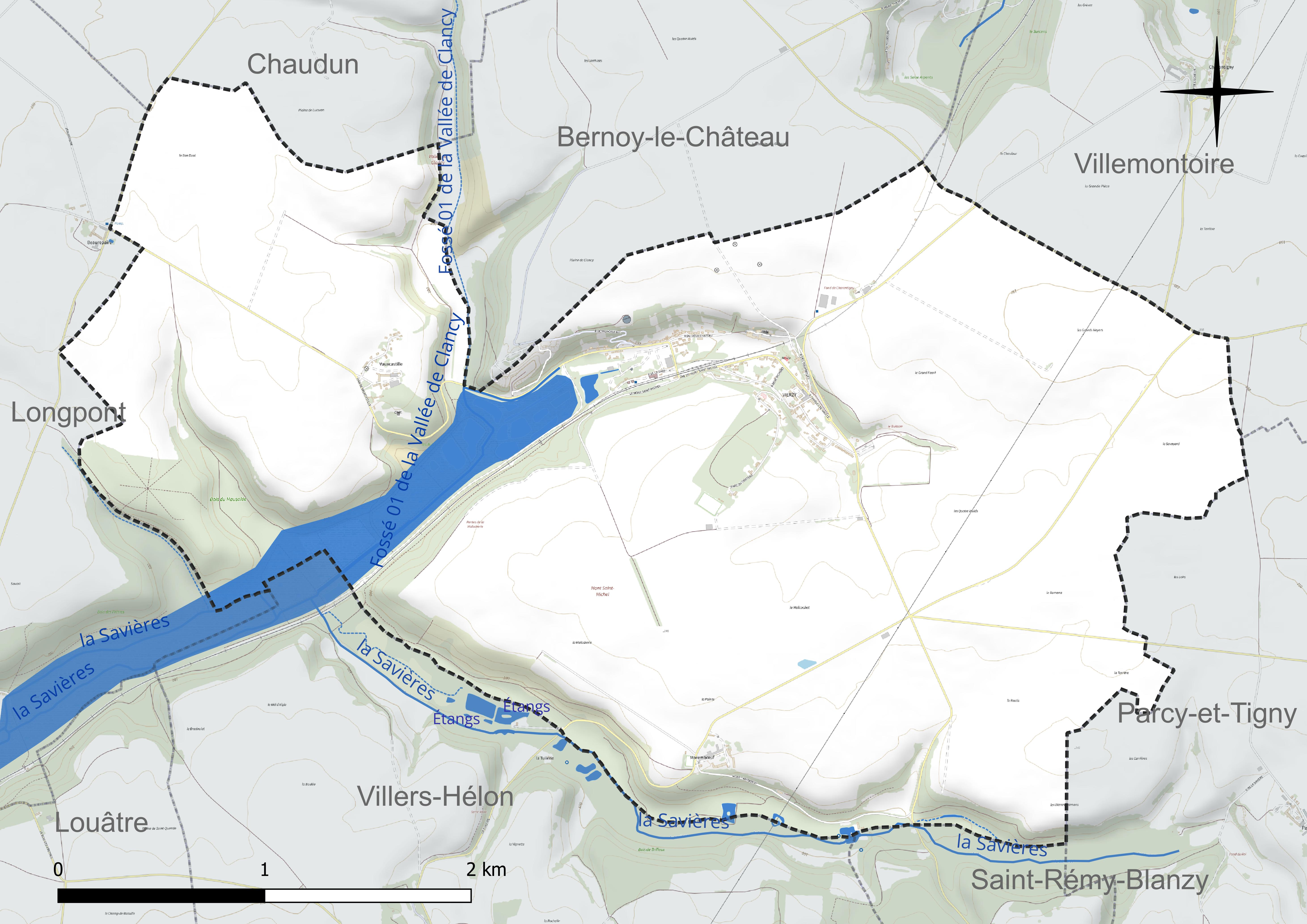
Réseau hydrographique de Vierzy.

### Climat
Pour des articles plus généraux, voir Climat des Hauts-de-France et Climat de l'Aisne.
En 2010, le climat de la commune est de type climat océanique dégradé des plaines du Centre et du Nord, selon une étude du CNRS s'appuyant sur une série de données couvrant la période 1971-2000. En 2020, Météo-France publie une typologie des climats de la France métropolitaine dans laquelle la commune est exposée à un climat océanique altéré et est dans la région climatique Nord-est du bassin Parisien, caractérisée par un ensoleillement médiocre, une pluviométrie moyenne régulièrement répartie au cours de l'année et un hiver froid (3 °C).
Pour la période 1971-2000, la température annuelle moyenne est de 10,3 °C, avec une amplitude thermique annuelle de 15,1 °C. Le cumul annuel moyen de précipitations est de 724 mm, avec 11,9 jours de précipitations en janvier et 8,5 jours en juillet. Pour la période 1991-2020, la température moyenne annuelle observée sur la station météorologique la plus proche, située sur la commune de Braine à 19 km à vol d'oiseau, est de 11,3 °C et le cumul annuel moyen de précipitations est de 662,7 mm,. Pour l'avenir, les paramètres climatiques de la commune estimés pour 2050 selon différents scénarios d'émission de gaz à effet de serre sont consultables sur un site dédié publié par Météo-France en novembre 2022.

## Urbanisme

### Typologie
Au 1er janvier 2024, Vierzy est catégorisée commune rurale à habitat dispersé, selon la nouvelle grille communale de densité à 7 niveaux définie par l'Insee en 2022.
Elle est située hors unité urbaine. Par ailleurs la commune fait partie de l'aire d'attraction de Soissons, dont elle est une commune de la couronne,. Cette aire, qui regroupe 92 communes, est catégorisée dans les aires de 50 000 à moins de 200 000 habitants,.

### Occupation des sols
L'occupation des sols de la commune, telle qu'elle ressort de la base de données européenne d'occupation biophysique des sols Corine Land Cover (CLC), est marquée par l'importance des territoires agricoles (81,5 % en 2018), en augmentation par rapport à 1990 (79,9 %). La répartition détaillée en 2018 est la suivante : 
terres arables (76,2 %), forêts (12,6 %), zones urbanisées (3,1 %), prairies (2,8 %), milieux à végétation arbustive et/ou herbacée (2,8 %), zones agricoles hétérogènes (2,5 %).
L'évolution de l'occupation des sols de la commune et de ses infrastructures peut être observée sur les différentes représentations cartographiques du territoire : la carte de Cassini (XVIIIe siècle), la carte d'état-major (1820-1866) et les cartes ou photos aériennes de l'IGN pour la période actuelle (1950 à aujourd'hui).

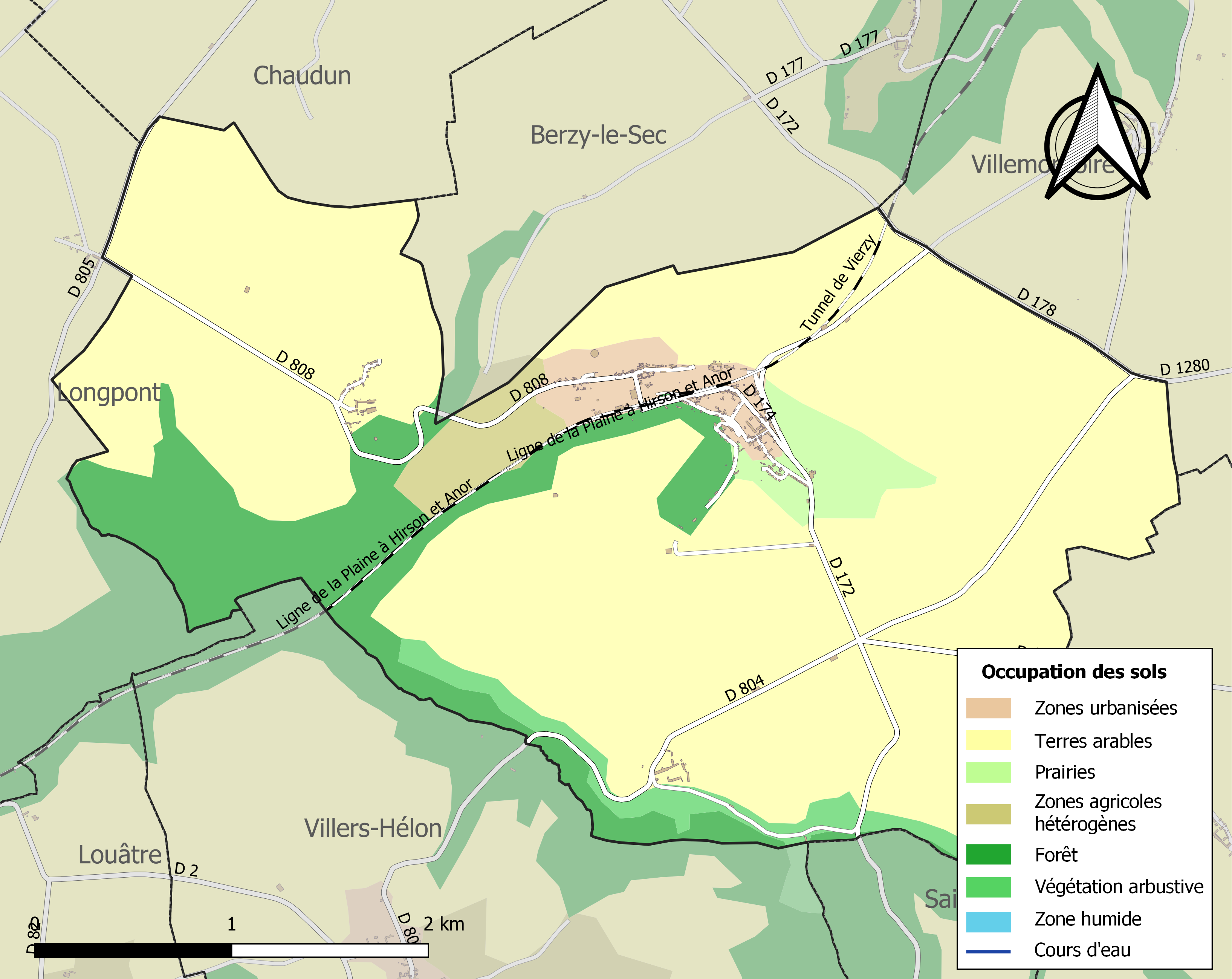
Carte de l'occupation des sols de la commune en 2018 (CLC).

## Toponymie
Le nom de la localité est attesté sous les formes In territorio de Virzi (1212) ; Villa de Virziaco (1264) ; Villa de Vierziaco (1317) ; Viersi (1337) ; Viersy (1443) ; Viersis (XVIe siècle).

## Histoire
Le 28 mai 1918, lors de l'offensive Michael le 41e régiment d'infanterie est chargé de défendre la ligne de front de Vierzy à Tigny. Ralentissant l'avancée allemande, le régiment finit toutefois par être submergé par la pression et est contraint de se replier le 1er juin en lisière de la forêt de Retz puis le 3 juin à l'est de Longpont. Le 4 juin le régiment est décimé : un décompte imprécis  estime les pertes à 15 morts, 213 blessés et 1 365 disparus (la plupart sont prisonniers). Il ne reste que 200 hommes valides.
- 16 juin 1972 : l'effondrement de la voûte d'un tunnel sur les deux trains circulant à ce moment-là fait 108 morts.

## Politique et administration

### Découpage territorial
La commune de Vierzy est membre de la communauté de communes du Canton d'Oulchy-le-Château, un établissement public de coopération intercommunale (EPCI) à fiscalité propre créé le 30 décembre 1994 dont le siège est à Oulchy-le-Château. Ce dernier est par ailleurs membre d'autres groupements intercommunaux.
Sur le plan administratif, elle est rattachée à l'arrondissement de Soissons, au département de l'Aisne et à la région Hauts-de-France. Sur le plan électoral, elle dépend du  canton de Villers-Cotterêts pour l'élection des conseillers départementaux, depuis le redécoupage cantonal de 2014 entré en vigueur en 2015, et de la cinquième circonscription de l'Aisne  pour les élections législatives, depuis le dernier découpage électoral de 2010.

### Administration municipale
| Période                                  | Période                   | Identité            | Étiquette | Qualité |
| ---------------------------------------- | ------------------------- | ------------------- | --------- | --- |
| Les données manquantes sont à compléter. |                           |                     |           | |
| 1947                                     | 1962                      | André Carpentier    |           | Élu conseiller municipal, puis maire |
| Les données manquantes sont à compléter. |                           |                     |           | |
| avant 1995                               | ?                         | Jean-Claude Hermand | DVD       | |
| juin 1995                                | En cours (au 6 juin 2020) | Hervé Muzart        | UMP-LR    | Agriculteur Conseiller général du canton d'Oulchy-le-Château (2001-2015) Président de la communauté de communes Réélu pour le mandat 2020-2026, |

## Démographie
L'évolution du nombre d'habitants est connue à travers les recensements de la population effectués dans la commune depuis 1793. Pour les communes de moins de 10 000 habitants, une enquête de recensement portant sur toute la population est réalisée tous les cinq ans, les populations de référence des années intermédiaires étant quant à elles estimées par interpolation ou extrapolation. Pour la commune, le premier recensement exhaustif entrant dans le cadre du nouveau dispositif a été réalisé en 2004.

En 2022, la commune comptait 378 habitants, en évolution de −15,81 % par rapport à 2016 (Aisne : −1,97 %, France hors Mayotte : +2,11 %).
| 1793 | 1800 | 1806 | 1821 | 1831 | 1836 | 1841 | 1846 | 1851 |
| ---- | ---- | ---- | ---- | ---- | ---- | ---- | ---- | ---- |
| 237  | 266  | 251  | 268  | 327  | 322  | 312  | 318  | 300  |

| 1856 | 1861 | 1866 | 1872 | 1876 | 1881 | 1886 | 1891 | 1896 |
| ---- | ---- | ---- | ---- | ---- | ---- | ---- | ---- | ---- |
| 290  | 508  | 316  | 486  | 641  | 599  | 531  | 576  | 524  |

| 1901 | 1906 | 1911 | 1921 | 1926 | 1931 | 1936 | 1946 | 1954 |
| ---- | ---- | ---- | ---- | ---- | ---- | ---- | ---- | ---- |
| 531  | 532  | 551  | 600  | 610  | 637  | 647  | 675  | 617  |

| 1962 | 1968 | 1975 | 1982 | 1990 | 1999 | 2004 | 2006 | 2009 |
| ---- | ---- | ---- | ---- | ---- | ---- | ---- | ---- | ---- |
| 587  | 497  | 434  | 376  | 354  | 386  | 393  | 417  | 429  |

| 2014 | 2019 | 2022 | - | - | - | - | - | - |
| ---- | ---- | ---- | - | - | - | - | - | - |
| 448  | 407  | 378  | - | - | - | - | - | - |

## Culture locale et patrimoine

### Lieux et monuments
- L'église Saint-Rufin-et-Saint-Valère de Vierzy ;
- Le château de Vierzy.

### Personnalités liées à la commune
- François Morel, célèbre as de l'Armée de l'air mort en combat aérien le 18 mai 1940, qui repose au cimetière de Vierzy.
- La mère et les grands-parents maternels du « pape de la Préhistoire » Henri Breuil ont habité le château de Vauxcastille (2 km à l'ouest de Vierzy)[27].

### Héraldique
| Blason de Vierzy | Blason  | De sinople au chevron renversé d'or surmonté d'une gerbe de blé du même ; au chef d'argent chargé de trois lionceaux de gueules. Ornements extérieursCroix de guerre 1914-1918 |
| Blason de Vierzy | Détails | Le chevron renversé représente un « V », première lettre du nom de la commune. Le fond vert et la gerbe de blé illustrent le caractère rural du village et l'agriculture. Enfin, les trois lions sur fond blanc sont repris aux armes de la Picardie. Blason confirmé par la mairie. |